# El fantàstic senyor Guillot
Fantastic Mr Fox (traduït al català com El fantàstic senyor Guillot) és una novel·la infantil escrita per Roald Dahl. Va ser publicada el 1970 amb il·lustracions de Donald Chaffin. Posteriorment, el llibre va ser publicat amb noves il·lustracions de Jill Bennett, Tony Ross i Quentin Blake. La història parla sobre el Sr. Guillot i la forma en què es burla dels seus veïns grangers en robar-los el menjar davant dels seus propis nassos.

## Resum
Aquesta és la història sobre una guineu anomenada senyor Guillot. Per tal d'alimentar la seva família, el senyor Guillot roba pollastres, ànecs i galls dindis a tres grangers veïns acomodats però malvats: el Benito, el Bunyol i el Bufó.
Els agricultors estan farts dels robatoris del senyot Guillot i intenten matar-lo. Una nit, els grangers esperen fora del cau del Sr. Guillot amb la finalitat d'emboscar-ho. Quan el Sr. Fox surt del seu forat, els grangers el disparen. No obstant això, aquests només aconsegueixen volar-li la cua.
Decidits a atrapar-lo, els grangers utilitzen pics i pales per cavar un camí fins a la casa de les guineus. No obstant això, el Sr. Guillot, la seva esposa i els seus quatre fills aconsegueixen escapar en cavar un túnel més profund. Llavors, els grangers usen una excavadora per arribar encara més profund però fallen en el seu intent, per la qual cosa decideixen vigilar l'entrada del túnel amb les armes preparades, mentre altres pagesos patrullen l'àrea per assegurar-se que les altres guineus no escapin.
Després de tres dies de fam, al Sr. Guillot se li ocorre un pla: ell i els seus fills cavaran un túnel dins dels corrals de pollastre de Bufó, on robaran alguns animals i s'aniran sense deixar rastre. També entren en el magatzem d'ànecs, oques i verdures, i el celler de sidra de Benito.
Durant el camí, les guineus coneixen al senyor Teixó i altres animals excavadors, que també estan famèlics a causa del setge dels grangers. El Sr. Guillot, sentint-se responsable de tot això, convida els animals a menjar un festí amb el botí robat. Aquí és on els animals decideixen fer un poble sota terra on estar segurs, obtenint menjar discretament dels grangers.
Mentrestant, el Benito, el Bunyol i el Bufó fan guàrdia a l'entrada del túnel durant la pluja, sense adonar-se que el Sr. Guillot i els seus amics estan robant el seu menjar davant dels seus nassos. El llibre acaba assenyalant que els tres grangers seguiran esperant per sempre.

## Adaptacions

### Cinema
El llibre va ser adaptat a la pantalla gran pel director Wes Anderson l'any 2009. Es va crear utilitzant la tècnica del stop-motion, i va comptar amb les veus de George Clooney com a Sr. Guillot, Meryl Streep com a Sra. Guillot, Bill Murray com a Teixó, Hugo Guiness com a Bunce i Michael Gambon com a Bean. La trama de la pel·lícula se centra més en la relació del Sr. Guillot amb la seva família, que s'enfronta al desig d'aquest de robar gallines per sentir-se com és per naturalesa. La pel·lícula afegeix escenes d'abans que el Sr. Guillot ataqui els tres grangers i després que s'excavi el pujol, així com té un final lleugerament modificat i més escenes del passat del Sr. Guillot com a lladre.

### Teatre
El llibre va ser adaptat com a obra de teatre amb el mateix nom per l'actor David Wood, i va ser representada per primera vegada al Teatre de Belgrad (Coventry) l'any 2001. L'obra té drets d'autor al Regne Unit per Casarotto Ramsay Ltd. per a representacions professionals al Regne Unit, i per a representacions d'afeccionats, està llicenciada per Samuel French Ltd.

### Òpera
Tobias Picker va adaptar el llibre a una òpera amb el mateix títol (l'única adaptació originada als Estats Units), debutant el 9 de desembre de 1998. L'òpera va ser protagonitzada pel baríton Gerlad Finley com a Sr. Guillot i la mezzosoprano Suzanna Guzmán com la Sra. Guillot. Una nova versió d'aquesta òpera especialment organitzada per a l'Òpera Holland Park va ser representada en els bells jardins i escenaris del Parc Holland (Londres) durant l'estiu del 2010, sota la direcció de Stephen Barlow. Aquesta versió va tenir a Grant Doyle com el Sr. Guillot, Olivia Ray com la Sra. Guillot, i a Henry Grant Kerswell (baix), Peter Kent (tenor) i John Lofthouse (baríton) com els grangers Benito, Bunyol i Bufó.